# Opercolo
L'opercolo è un organo mobile, simile ad un coperchio (operculum significa appunto coperchio), che chiude l'apertura di una cavità in animali, vegetali o funghi.

## Animali

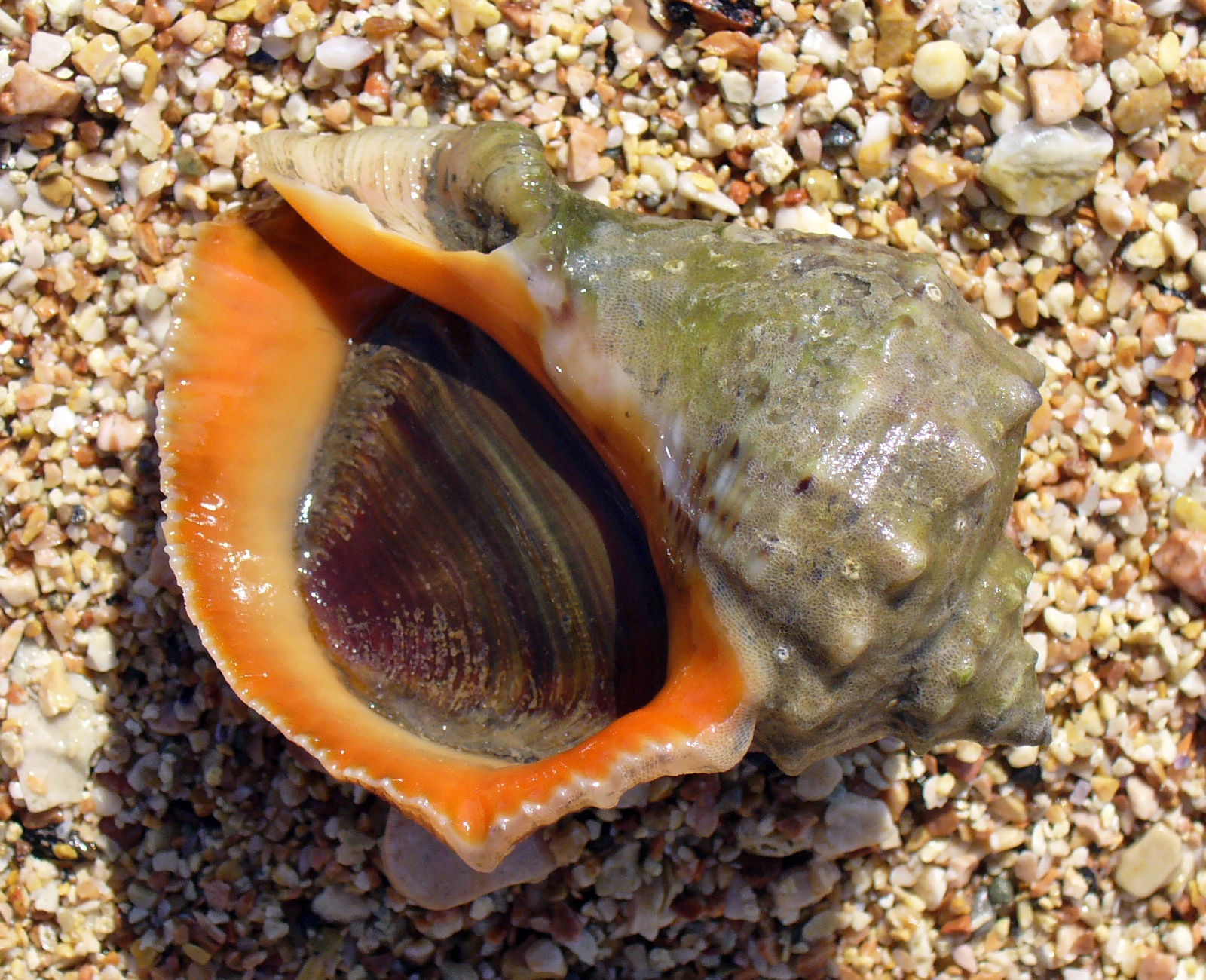
Un gasteropode della specie Rapana venosa, con l'opercolo che chiude l'entrata della conchiglia

Tipicamente nei molluschi dotati di conchiglia è un disco corneo (talvolta calcificato) che sigilla l'apertura della conchiglia quando l'animale vi si ritira.
Negli anellidi della famiglia Siboglinidae è anche detto obturaculum, è una porzione del corpo con la quale chiudono l'entrata del tubo nel quale vivono quando vi si ritirano.
Negli alveari è il tappo di cera con cui le api sigillano le celle del favo dopo averle riempite di miele.
Negli anfibi invece l'opercolo è un peculiare ossicino che vibrando trasmette il suono alle coste, migliorando la percezione del suono da parte degli anfibi, primi in assoluto ad essere in grado di usare la vocalizzazione nel corso dell'evoluzione.
Nei pesci vertebrati è la copertura posta a protezione delle branchie. L'opercolo è presente negli osteitti e assente nei condroitti, ad eccezione degli olocefali.

## Vegetali
Nelle piante carnivore del genere Sarracenia o nella Darlingtonia californica l'opercolo è un'espansione della foglia che copre l'apertura dell'ascidio, proteggendolo dalla pioggia.
In botanica costituisce l'organo di chiusura della capsulina dello sporofito nei muschi.

## Funghi
Nei funghi della divisione Ascomycota è un tipo di copertura della capsula (asco) contenente le spore, che si rompe quando queste maturano.

## Farmaceutica
Le capsule medicinali si dividono in 2 categorie, quelle morbide (composte da un unico involucro non separabile) e quelle dure (Opercoli) le quali normalmente vengono vendute alla ditta farmaceutica che le riempie con il proprio prodotto.